# Laharnar
Laharnar je priimek več znanih Slovencev:
- Andrej Laharnar (?—1714), sovoditelj tolminskega kmečkega upora leta 1713
- Anton Laharnar (1909—2001), član organizacije TIGR
- Boštjan Laharnar, prazgodovinski arheolog (NMS)
- Ivan Laharnar (1866—1944), organist, skladatelj
- Peter Laharnar (1858—1932), pravnik in politik